# Mozart Symphony No. 40 in G Minor KV 550 (First Movement) allegro molto
"Mozart Symphony No. 40 in G Minor KV 550 (First Movement) allegro molto", doorgaans afgekort tot "Mozart: No. 40" is de bewerking van Mozart's Symfonie nr. 40 door de Argentijnse arrangeur Waldo de los Ríos uit 1971 waarmee hij een internationale hit haalde.
Zijn bewerking werd uitgevoerd door het Spaanse Manuel de Falla orkest. De Los Ríos had in de jaren '60 al vaker aandacht bij popmuziek-radiozenders met zijn bewerkingen van lichte muziek, maar zijn meest succesvolle bewerking was deze van de 40e van Mozart. De B-kant van de single bevat de bewerking van Mendelssohns Symphony No. 4. 
De single stond in het voorjaar van 1971 dertien weken in de Nederlandse Top 40, waarvan drie weken op de eerste plaats. In de Nederlandse Daverende 30 stond de single 3 weken op de eerste plaats. Ook in de hitlijst van Radio Noordzee Internationaal, die de plaat tot Treiterschijf had benoemd, werd de eerste plek bereikt. Ook in Zwitserland (#2), West-Duitsland (#10), Vlaanderen (#4), Wallonië (#2) en het Verenigd Koninkrijk (#5) werd de uitvoering een hit.

## Hitnoteringen

### Nederlandse Top 40
| Hitnotering: 13-03-1971 t/m 05-06-1971 | Hitnotering: 13-03-1971 t/m 05-06-1971 | Hitnotering: 13-03-1971 t/m 05-06-1971 | Hitnotering: 13-03-1971 t/m 05-06-1971 | Hitnotering: 13-03-1971 t/m 05-06-1971 | Hitnotering: 13-03-1971 t/m 05-06-1971 | Hitnotering: 13-03-1971 t/m 05-06-1971 | Hitnotering: 13-03-1971 t/m 05-06-1971 | Hitnotering: 13-03-1971 t/m 05-06-1971 | Hitnotering: 13-03-1971 t/m 05-06-1971 | Hitnotering: 13-03-1971 t/m 05-06-1971 | Hitnotering: 13-03-1971 t/m 05-06-1971 | Hitnotering: 13-03-1971 t/m 05-06-1971 | Hitnotering: 13-03-1971 t/m 05-06-1971 | Hitnotering: 13-03-1971 t/m 05-06-1971 |
| Week                                   | 1                                      | 2                                      | 3                                      | 4                                      | 5                                      | 6                                      | 7                                      | 8                                      | 9                                      | 10                                     | 11                                     | 12                                     | 13                                     |                                        |
| -------------------------------------- | -------------------------------------- | -------------------------------------- | -------------------------------------- | -------------------------------------- | -------------------------------------- | -------------------------------------- | -------------------------------------- | -------------------------------------- | -------------------------------------- | -------------------------------------- | -------------------------------------- | -------------------------------------- | -------------------------------------- | -------------------------------------- |
| Positie                                | 31                                     | 9                                      | 4                                      | 2                                      | 1                                      | 1                                      | 1                                      | 2                                      | 4                                      | 7                                      | 13                                     | 22                                     | 39                                     | uit                                    |

### Hilversum 3 Top 30/Daverende Dertig
| Hitnotering: 13-03-1971 t/m 29-05-1971 | Hitnotering: 13-03-1971 t/m 29-05-1971 | Hitnotering: 13-03-1971 t/m 29-05-1971 | Hitnotering: 13-03-1971 t/m 29-05-1971 | Hitnotering: 13-03-1971 t/m 29-05-1971 | Hitnotering: 13-03-1971 t/m 29-05-1971 | Hitnotering: 13-03-1971 t/m 29-05-1971 | Hitnotering: 13-03-1971 t/m 29-05-1971 | Hitnotering: 13-03-1971 t/m 29-05-1971 | Hitnotering: 13-03-1971 t/m 29-05-1971 | Hitnotering: 13-03-1971 t/m 29-05-1971 | Hitnotering: 13-03-1971 t/m 29-05-1971 | Hitnotering: 13-03-1971 t/m 29-05-1971 | Hitnotering: 13-03-1971 t/m 29-05-1971 |
| Week                                   | 1                                      | 2                                      | 3                                      | 4                                      | 5                                      | 6                                      | 7                                      | 8                                      | 9                                      | 10                                     | 11                                     | 12                                     |                                        |
| -------------------------------------- | -------------------------------------- | -------------------------------------- | -------------------------------------- | -------------------------------------- | -------------------------------------- | -------------------------------------- | -------------------------------------- | -------------------------------------- | -------------------------------------- | -------------------------------------- | -------------------------------------- | -------------------------------------- | -------------------------------------- |
| Positie                                | 21                                     | 12                                     | 5                                      | 2                                      | 1                                      | 1                                      | 1                                      | 2                                      | 6                                      | 10                                     | 13                                     | 20                                     | uit                                    |

### NPO Radio 2 Top 2000
| Nummer met noteringen in de NPO Radio 2 Top 2000                        | '99  | '00  | '01  | '02  | '03  | '04-'05 | '06  |
| ----------------------------------------------------------------------- | ---- | ---- | ---- | ---- | ---- | ------- | ---- |
| Mozart Symphony No. 40 in G Minor KV 550 (First Movement) allegro molto | 1257 | 1279 | 1578 | 1759 | 1826 | -       | 1507 |

1. ↑  Een '-' betekent dat het nummer niet was genoteerd en een vetgedrukt getal geeft de hoogste notering aan.
2. ↑  Deze tabel is bijgewerkt tot en met de laatste editie (2024).